# (74439) Brenden
(74439) Brenden – planetoida z pasa głównego asteroid okrążająca Słońce w ciągu 5,74 lat w średniej odległości 3,21 j.a. Odkrył ją Walter R. Cooney Jr. 6 lutego 1999 roku w Baton Rouge. Przed nadaniem nazwy planetoida nosiła oznaczenie tymczasowe (74439) 1999 CT2. Nazwa planetoidy pochodzi od Craiga Brendena (ur. 1946) – nauczyciela chemii i astronoma amatora, współzałożyciela stowarzyszenia Baton Rouge Astronomical Society.